# Campsicnemus lobatus
Campsicnemus lobatus är en tvåvingeart som beskrevs av Neal L. Evenhuis 2008. Campsicnemus lobatus ingår i släktet Campsicnemus och familjen styltflugor. Inga underarter finns listade i Catalogue of Life.